# Reason Studios
Reason Studios (precedentemente Propellerhead Software) è una software house con sede in Svezia, specializzata esclusivamente in programmi destinati al campo della produzione musicale.
La compagnia ha il suo quartier-generale a Stoccolma, città dove fu fondata nel 1994 da Ernst Nathorst-Böös, Marcus Zetterquist, Peter Jubel. Da quell'anno a oggi grazie ad una serie di progetti riusciti sono riusciti ad imporsi nel settore e di aumentare il fatturato del 600%.
Uno dei loro primi lavori fu ReBirth RB-338, emulatore di una suite di vecchie e gloriose macchine Roland fedelmente riprodotte dal punto di vista grafico, operativo e sonoro. In poco tempo il programma diventerà un must, fino alla sua uscita di scena nel 2006. Il più venduto però è senza dubbio Reason, programma che riprende il concetto di base di ReBirth RB-338, cioè dare al producer la possibilità di riprodurre la realtà all'interno della propria DAW ma con i vantaggi del mondo informatico, cioè versatilità e vastità di soluzioni.